# غاري وايرن
غاري وايرن (الإنجليزية: Gary Wiren)‏ (مواليد 1935) هو مدرب غولف أمريكي حاصل على لقب PGA Master Professional. شغل منصب مدير التعليم والتعلم والبحث في رابطة لاعبي الغولف المحترفين (PGA) بين عامي 1972 و1985، وخلال تلك الفترة وضع نظام "القوانين والمبادئ والتفضيلات" لتعليم ضربات الغولف.

## المسيرة المهنية
أسس وايرن ثلاث مدارس لتعليم الغولف، ويشغل حاليًا منصب المدير الأول للتدريب في منشآت ترامب للغولف.
كما أنه مؤلف لأربعة عشر كتابًا عن تعليم الغولف وتقنيات اللعب، وهو مؤسس مؤسسة Golf Around the World، وهي شركة متخصصة في توزيع أدوات التدريب على الغولف.

## الأسلوب التدريبي
يعتمد وايرن في تدريبه على منهجية شاملة تجمع بين العناصر الميكانيكية والذهنية والبدنية للعبة الغولف. ويرى أن الضربة المثالية تتحقق من خلال مزيج من خمسة عناصر أساسية:
1. الوضعية الصحيحة للجسم قبل الضربة.
2. الإمساك بالعصا بطريقة مريحة وثابتة.
3. التحكم في مسار رأس العصا أثناء الضربة.
4. تنسيق الحركة بين الجزء العلوي والسفلي من الجسم.
5. المتابعة السلسة بعد ملامسة الكرة.

أطلق وايرن على هذه المنهجية اسم "القوانين، المبادئ، والتفضيلات"، حيث يقصد بالقوانين العوامل الفيزيائية التي لا يمكن تغييرها، والمبادئ هي الأساليب المثبتة لتحسين الأداء، أما التفضيلات فهي تعديلات فردية تناسب طبيعة كل لاعب.
كما يشجع وايرن على إدماج التدريب الذهني وتقنيات التصور البصري في التحضير للمباريات، معتبرًا أن التركيز العقلي يعادل أهمية التقنية البدنية في تحقيق الفوز.

## التكريم
أُدرج اسم وايرن في قاعة مشاهير رابطة لاعبي الغولف المحترفين (PGA) وقاعة مشاهير مدربي الغولف العالمية تقديرًا لإسهاماته في تعليم الغولف وتطوير برامجه التدريبية.